# O Amor no Caos - Vol. 1
O Amor no Caos - Volume 1, mais conhecido simplesmente por O Amor no Caos, é o 11º álbum de estúdio (o décimo "solo") do compositor maranhense Zeca Baleiro. Anunciado em julho de 2018 pelo artista, o álbum foi lançado no dia 3 de maio de 2019 pelo selo Saravá Discos.
Segundo Zeca Baleiro, este "volume 1 tem canções mais supostamente radiofônicas. O segundo é bem diferente – mais acústico, menos pop e mais emocionado".

## O Álbum
Antes mesmo do álbum ser lançado, 3 singles foram lançados: "Te amei ali", apresentada em 26 de outubro de 2018, "Por Minha Rua", apresentada em 5 de novembro de 2018, e "Ela Nunca Diz", em 19 de abril de 2019.
A capa do álbum destaca a tela “O conquistador”, do pintor maranhense Jesus Santos. 

### Faixas
Todas as músicas compostas por Zeca Baleiro, exceto onde indicado.
| N.º | Título                                         | Compositor(es)                         | Informações                                                                         | Duração |  |
| 1.  | "Todo Super-Homem"                             |                                        |                                                                                     | 4:15    |  |
| 2.  | "Ela Nunca Diz"                                |                                        |                                                                                     | 3:57    |  |
| 3.  | "Balada do Amor em Chamas" (com Ana A Duártti) | Zeca Baleiro e Celso Borges            |                                                                                     | 3:12    |  |
| 4.  | "Por Minha Rua"                                | Zeca Baleiro e Dany López              | Música composta especialmente para o filme 2, de Marcelo Presotto                   | 4:12    |  |
| 5.  | "Pela Milésima Vez"                            | Zeca Baleiro e Paulinho Moska          | Musica já gravada anteriormente por Paulinho Moska no álbum “Beleza e Medo” (2018). | 4:15    |  |
| 6.  | "Mais Leve" (com Cynthia Luz)                  | Zeca Baleiro e Cynthia Luz             |                                                                                     | 3:33    |  |
| 7.  | "Dia Quente"                                   | Zeca Baleiro e Joãozinho Gomes         |                                                                                     | 4:33    |  |
| 8.  | "Saudade Dá"                                   |                                        |                                                                                     | 4:02    |  |
| 9.  | "Te Amei Ali"                                  | Zeca Baleiro e Frejat                  |                                                                                     | 3:43    |  |
| 10. | "O Linchador" (com Rincon Sapiência)           | Baleiro, Fernando Abreu e R. Sapiência |                                                                                     | 4:27    |  |
| 11. | "Outra Canção do Exílio"                       |                                        |                                                                                     | 4:39    |  |

### Créditos Musicais
- Zeca Baleiro - Voz e Violão
- Tuco Marcondes - Guitarras
- Fernando Nunes - Baixo elétrico
- Adriano Magoo - Teclados
- Pedro Cunha - Teclados
- Kuki Stolarski - Baterias

## Prêmios e Indicações
| Ano  | Prêmio        | Categoria                                 | Resultado | Ref.        |
| ---- | ------------- | ----------------------------------------- | --------- | ----------- |
| 2019 | Grammy Latino | Melhor Álbum de Música Popular Brasileira | Indicado  | [ 5 ] [ 6 ] |